# Atletism la Jocurile Olimpice de vară din 2024 - 1.500 m (masculin)
Proba de atletism 1.500 de metri masculin de la Jocurile Olimpice de vară din 2024 a avut loc în perioada 2-6 august 2024 pe Stade de France.

## Recorduri
Înaintea acestei competiții, recordurile mondiale și olimpice erau următoarele:
| Record  | Atlet                    | Timp    | Loc            | Data          |
| ------- | ------------------------ | ------- | -------------- | ------------- |
| Mondial | Hicham El Guerrouj (MAR) | 3:26,00 | Roma, Italia   | 14 iulie 1998 |
| Olimpic | Jakob Ingebrigtsen (NOR) | 3:28,32 | Tokio, Japonia | 7 august 2021 |

## Program
Orele sunt ora Franței (UTC+1) 
| Data                    | Oră   | Etapă        |
| ----------------------- | ----- | ------------ |
| Vineri, 2 august 2024   | 11:05 | Primul tur   |
| Sâmbătă, 3 august 2024  | 19:05 | Recalificări |
| Duminică, 4 august 2024 | 21:15 | Semifinale   |
| Marți, 6 august 2024    | 20:50 | Finala       |

## Rezultate

### Primul tur
S-au calificat în semifinale primii șase atleți din fiecare serie (C). Toți ceilalți au avansat în runda de recalificări.
| Loc | Serie | Atlet                       | Țară                       | Timp    | Note  |
| --- | ----- | --------------------------- | -------------------------- | ------- | ----- |
| 1   | 2     | Ermias Girma                | Etiopia                    | 3:35,21 | C     |
| 2   | 2     | Cole Hocker                 | Statele Unite ale Americii | 3:35,27 | C     |
| 3   | 2     | Pietro Arese                | Italia                     | 3:35,30 | C     |
| 4   | 2     | Niels Laros                 | Olanda                     | 3:35,38 | C, SB |
| 5   | 2     | Timothy Cheruiyot           | Kenya                      | 3:35,39 | C     |
| 6   | 2     | Isaac Nader                 | Portugalia                 | 3:35,44 | C     |
| 7   | 2     | Marius Probst               | Germania                   | 3:35,65 |       |
| 8   | 2     | Luke McCann                 | Irlanda                    | 3:35,73 |       |
| 9   | 2     | Adel Mechaal                | Spania                     | 3:35,81 |       |
| 10  | 1     | Josh Kerr                   | Marea Britanie             | 3:35,83 | C, SB |
| 11  | 2     | George Mills                | Marea Britanie             | 3:35,99 |       |
| 12  | 1     | Brian Komen                 | Kenya                      | 3:36,31 | C     |
| 13  | 1     | Narve Gilje Nordås          | Norvegia                   | 3:36,41 | C     |
| 14  | 1     | Anass Essayi                | Maroc                      | 3:36,44 | C     |
| 15  | 2     | Stewart Mcsweyn             | Australia                  | 3:36,55 |       |
| 16  | 1     | Yared Nuguse                | Statele Unite ale Americii | 3:36,56 | C     |
| 17  | 2     | Ruben Verheyden             | Belgia                     | 3:36,62 |       |
| 18  | 1     | Robert Farken               | Germania                   | 3:36,62 | C     |
| 19  | 1     | Jochem Vermeulen            | Belgia                     | 3:36,66 |       |
| 20  | 3     | Stefan Nillessen            | Olanda                     | 3:36,77 | C     |
| 21  | 1     | Samuel Pihlström            | Suedia                     | 3:36,80 |       |
| 22  | 3     | Hobbs Kessler               | Statele Unite ale Americii | 3:36,87 | C     |
| 23  | 2     | Tshepo Tshite               | Africa de Sud              | 3:36,87 |       |
| 24  | 2     | Charles Philibert-Thiboutot | Canada                     | 3:36,92 |       |
| 25  | 3     | Jakob Ingebrigtsen          | Norvegia                   | 3:37,04 | C     |
| 26  | 3     | Reynold Kipkorir Cheruiyot  | Kenya                      | 3:37,12 | C     |
| 27  | 3     | Neil Gourley                | Marea Britanie             | 3:37,18 | C     |
| 28  | 3     | Samuel Tefera               | Etiopia                    | 3:37,34 | C     |
| 29  | 3     | Ignacio Fontes              | Spania                     | 3:37,50 |       |
| 30  | 3     | Adam Spencer                | Australia                  | 3:37,68 |       |
| 31  | 1     | Cathal Doyle                | Irlanda                    | 3:37,82 |       |
| 32  | 2     | Maël Gouyette               | Franța                     | 3:37,87 |       |
| 33  | 1     | Mario García                | Spania                     | 3:37,90 |       |
| 34  | 3     | Azeddine Habz               | Franța                     | 3:37,95 |       |
| 35  | 3     | Kieran Lumb                 | Canada                     | 3:38,11 |       |
| 36  | 1     | Filip Rak                   | Polonia                    | 3:38,12 |       |
| 37  | 3     | Raphael Pallitsch           | Austria                    | 3:38,20 |       |
| 38  | 1     | Ryan Mphahlele              | Africa de Sud              | 3:38,48 |       |
| 39  | 3     | Maciej Wyderka              | Polonia                    | 3:38,79 |       |
| 40  | 1     | Oliver Hoare                | Australia                  | 3:39,11 |       |
| 41  | 1     | Abdisa Fayisa               | Etiopia                    | 3:39,67 |       |
| 42  | 3     | Sam Tanner                  | Noua Zeelandă              | 3:39,87 |       |
| 43  | 1     | Ossama Meslek               | Italia                     | 3:39,96 |       |
| 44  | 3     | Federico Riva               | Italia                     | 3:41,78 |       |
| 45  | 3     | Andrew Coscoran             | Irlanda                    | 3:42,07 |       |

### Recalificări
S-au calificat în semifinale primii trei atleți din fiecare cursă (C).
| Loc | Recalificare | Atlet                       | Țară           | Timp    | Note  |
| --- | ------------ | --------------------------- | -------------- | ------- | ----- |
| 1   | 2            | Federico Riva               | Italia         | 3:32,84 | C, PB |
| 2   | 2            | Charles Philibert-Thiboutot | Canada         | 3:33,53 | C, SB |
| 3   | 2            | George Mills                | Marea Britanie | 3:33,56 | C     |
| 4   | 2            | Samuel Pihlström            | Suedia         | 3:33,58 | PB    |
| 5   | 2            | Oliver Hoare                | Australia      | 3:34,00 |       |
| 6   | 2            | Adam Spencer                | Australia      | 3:34,45 | SB    |
| 7   | 2            | Filip Rak                   | Polonia        | 3:34,53 |       |
| 8   | 1            | Cathal Doyle                | Irlanda        | 3:34,92 | C     |
| 9   | 2            | Ignacio Fontes              | Spania         | 3:35,04 |       |
| 10  | 1            | Azeddine Habz               | Franța         | 3:35,10 | C     |
| 11  | 1            | Ossama Meslek               | Italia         | 3:35,32 | C     |
| 12  | 1            | Tshepo Tshite               | Africa de Sud  | 3:35,35 |       |
| 13  | 2            | Maël Gouyette               | Franța         | 3:35,42 |       |
| 14  | 1            | Kieran Lumb                 | Canada         | 3:35,76 |       |
| 15  | 2            | Ruben Verheyden             | Belgia         | 3:36,06 |       |
| 16  | 1            | Jochem Vermeulen            | Belgia         | 3:36,14 |       |
| 17  | 1            | Luke McCann                 | Irlanda        | 3:36,50 |       |
| 18  | 1            | Marius Probst               | Germania       | 3:36,54 |       |
| 19  | 2            | Ryan Mphahlele              | Africa de Sud  | 3:36,64 |       |
| 20  | 1            | Maciej Wyderka              | Polonia        | 3:36,79 |       |
| 21  | 1            | Abdisa Fayisa               | Etiopia        | 3:36,82 |       |
| 22  | 1            | Mario García                | Spania         | 3:37,01 |       |
| 23  | 1            | Stewart Mcsweyn             | Australia      | 3:37,49 |       |
| 24  | 1            | Raphael Pallitsch           | Austria        | 3:39,32 |       |
| 25  | 2            | Andrew Coscoran             | Irlanda        | 3:39,45 |       |
| 26  | 2            | Sam Tanner                  | Noua Zeelandă  | 3:40,71 |       |
| 27  | 2            | Adel Mechaal                | Spania         | 3:42,79 |       |

### Semifinale
S-au calificat în finală primii șase atleți din fiecare semifinală (C).

#### Semifinala 1
| Loc | Atlet                       | Țară                       | Timp    | Note |
| --- | --------------------------- | -------------------------- | ------- | ---- |
| 1   | Yared Nuguse                | Statele Unite ale Americii | 3:31,72 | C    |
| 2   | Hobbs Kessler               | Statele Unite ale Americii | 3:31,97 | C    |
| 3   | Neil Gourley                | Marea Britanie             | 3:32,11 | C    |
| 4   | Niels Laros                 | Olanda                     | 3:32,22 | C    |
| 5   | Timothy Cheruiyot           | Kenya                      | 3:32,30 | C    |
| 6   | Narve Gilje Nordås          | Norvegia                   | 3:32,34 | C    |
| 7   | Anass Essayi                | Maroc                      | 3:32,49 | PB   |
| 8   | Ossama Meslek               | Italia                     | 3:32,77 | PB   |
| 9   | Samuel Tefera               | Etiopia                    | 3:33,02 |      |
| 10  | Cathal Doyle                | Irlanda                    | 3:33,15 | PB   |
| 11  | Charles Philibert-Thiboutot | Canada                     | 3:33,29 |      |
| 12  | Azeddine Habz               | Franța                     | 3:34,35 |      |

#### Semifinala 2
| Loc | Atlet                      | Țară                       | Timp    | Note  |
| --- | -------------------------- | -------------------------- | ------- | ----- |
| 1   | Jakob Ingebrigtsen         | Norvegia                   | 3:32,38 | C     |
| 2   | Josh Kerr                  | Marea Britanie             | 3:32,46 | C     |
| 3   | Cole Hocker                | Statele Unite ale Americii | 3:32,54 | C     |
| 4   | Brian Komen                | Kenya                      | 3:32,57 | C     |
| 5   | Stefan Nillessen           | Olanda                     | 3:32,73 | C, PB |
| 6   | Pietro Arese               | Italia                     | 3:33,03 | C     |
| 7   | Robert Farken              | Germania                   | 3:33,35 |       |
| 8   | Isaac Nader                | Portugalia                 | 3:34,75 |       |
| 9   | Federico Riva              | Italia                     | 3:35,26 |       |
| 10  | Reynold Kipkorir Cheruiyot | Kenya                      | 3:35,32 |       |
| 11  | George Mills               | Marea Britanie             | 3:37,12 |       |
| 12  | Ermias Girma               | Etiopia                    | 3:40,27 |       |

### Finala
| Loc | Atlet              | Țară                       | Timp    | Note |
| --- | ------------------ | -------------------------- | ------- | ---- |
| 1   | Cole Hocker        | Statele Unite ale Americii | 3:27,65 | RO   |
| 2   | Josh Kerr          | Marea Britanie             | 3:27,79 | RN   |
| 3   | Yared Nuguse       | Statele Unite ale Americii | 3:27,80 | PB   |
| 4   | Jakob Ingebrigtsen | Norvegia                   | 3:28,24 |      |
| 5   | Hobbs Kessler      | Statele Unite ale Americii | 3:29,45 | PB   |
| 6   | Niels Laros        | Olanda                     | 3:29,54 | RN   |
| 7   | Narve Gilje Nordås | Norvegia                   | 3:30,46 | SB   |
| 8   | Pietro Arese       | Italia                     | 3:30,74 | RN   |
| 9   | Stefan Nillessen   | Olanda                     | 3:30,75 | PB   |
| 10  | Neil Gourley       | Marea Britanie             | 3:30,88 |      |
| 11  | Timothy Cheruiyot  | Kenya                      | 3:31,35 |      |
| 12  | Brian Komen        | Kenya                      | 3:35,59 |      |